# Campanularia diversa
Campanularia diversa är en nässeldjursart som beskrevs av John Fraser 1948. Campanularia diversa ingår i släktet Campanularia och familjen Campanulariidae. Inga underarter finns listade i Catalogue of Life.